# 一次摊销法
一次摊销法，是指一类会计准则及方法。指在领用低值易耗品、周转材料、出租出借包装物等时，将其实际成本一次性计入有关费用科目的一种方法。
低值易耗品、周转材料、包装物虽都归属材料一类，但它们都与一般消耗材料不同，能使用较长时期，理应将其损耗价值分次摊作费用。但对价值较低、使用期较短、容易损坏的低值易耗品、周转材料和包装物，为简化核算手续，往往采用一次转销方法，按其实际成本在领用时从“低值易耗品”、“周转材料”、“包装物”等科目一次转入有关费用科目，并不在帐上反映其在用价值。

## 相关
- 摊销